# Дубинин, Николай Петрович
Никола́й Петро́вич Дуби́нин  (22 декабря 1906 (4 января 1907) — 26 марта 1998) — советский и российский генетик, автор работ по эволюционной, радиационной, молекулярной и космической генетике, проблемам наследственности человека. Занимался генетическими основами селекции, внёс вклад в развитие медицинской генетики. Академик Академии наук СССР (АН СССР). Герой Социалистического Труда (1990). Директор Лаборатории генетики АН СССР, директор Лаборатории радиационной генетики Института биофизики АН СССР (1956—1966 годы), директор-организатор и директор Института цитологии и генетики Сибирского отделения АН СССР (1957—1959), директор-организатор и директор Института общей генетики АН СССР (1966—1981). Иностранный член Национальной академии наук США (1969).

## Биография
Родился в Кронштадте. Отец — начальник минного отряда Пётр Фёдорович Дубинин — в самом начале Гражданской войны, в 1918 году, был убит. На руках матери, Анны Герасимовны, остались пятеро детей. Чтобы прокормиться, она увезла их в родное село Спасское Самарской губернии.
Семья бедствовала и в селе, и Николай с братом бежали в Самару, где вскоре попали в детский приёмник. Бежав оттуда, весной 1919 года оказались в Москве. Беспризорничали, ночевали в асфальтных котлах и в подвалах.  На первомайской демонстрации 1919 года Коля Дубинин попал в объектив хроникёра, который снимал В.И. Ленина. Вместе с ним в кадре оказался другой беспризорник, Иван Фёдорович Крюков, который затем стал военным моряком.
Прошло лето, наступила осень, холодная и голодная. А зимой Дубинина вместе с его оборванными приятелями из асфальтового котла на  Никольской улице вытащили чекисты во главе с Ф.Э. Дзержинским. Николая вернули в детский дом в Самаре, а потом вместе с другими воспитанниками он переехал в г. Жиздра Калужской области (в то время Брянского округа Западной области). В Жиздре, в детском доме Николай стал учиться, причем так упорно, что за три года закончил школу 2-й ступени имени Л.Н. Толстого. В Жиздре в 15-летнем возрасте взял винтовку и стал бойцом ЧОНа – части особого назначения. Состоял в рядах комсомола. По путёвке уездного комитета комсомола в 1923 году направлен учиться во 2-й МГУ, в Москву. Позднее он учился в МГУ, который окончил в 1928 году.
С 1932 года работал в различных научно-исследовательских институтах Академии наук СССР и Наркомздрава, в том числе Институте экспериментальной биологии (ИЭБ), директором которого был Н.К. Кольцов, где он последовательно отстаивал позиции классической генетики в конфликтах с лысенковцами.
Н.П. Дубинин в 28 лет стал профессором, доктором наук.
Приказом министерства высшего образования СССР от 23 августа 1948 года № 1208 «О состоянии преподавания биологических дисциплин в университетах и о мерах по укреплению биологических факультетов квалифицированными кадрами биологов-мичуринцев» освобождён от работы профессора кафедры генетики Воронежского университета «как проводивший активную борьбу против мичуринцев и мичуринского учения и не обеспечивший воспитания советской молодёжи в духе передовой мичуринской биологии».
После закрытия лаборатории генетики в 1948 году Николай Дубинин оказался в экспедиции по полезащитному лесоразведению, созданной при Институте леса Академии наук СССР, и шесть лет — с 1949 по 1955 годы — занимался орнитологией, к которой раньше почти не имел отношения. Дубинин разработал новые подходы к изучению фауны птиц, методы количественного учёта и картирования. Дубинин по семь—восемь месяцев в году находился в экспедициях в лесах нижнего течения Урала. Подготовил ряд монографий, в том числе «Птицы лесов долины Урала» (1956).
Николай Дубинин — основатель Института цитологии и генетики Сибирского отделения АН СССР, директором которого он был в 1957—1959 годах. С 1966 года — директор Института общей генетики АН СССР.
Первой книгой, посвящённой истории генетики, оказалась выпущенная в 1973 году в Политиздате автобиография Дубинина «Вечное движение». Книга вышла и вторым изданием.
Николай Дубинин умер в 1998 году, похоронен на Троекуровском кладбище Москвы.

## Вклад в развитие науки и критика
Областью научных интересов Н. П. Дубинина была общая и эволюционная генетика, а также применение генетики в сельском хозяйстве. Вместе с Александром Серебровским показал дробимость гена, а также явление комплементарности гена. Опубликовал ряд важных научных работ по структуре и функциям хромосом, показал наличие в популяциях генетического груза — летальных и сублетальных мутаций. Работал также в области космической генетики и над проблемами радиационной генетики.
Автор классического учебника по генетике для студентов биологических специальностей высших учебных заведений.
На первых порах Дубинин был известен как один из защитников генетики в России и соратников своего учителя Н. К. Кольцова. На августовской сессии ВАСХНИЛ 1948 года академик Трофим Лысенко и его сторонники, используя ложные политические лозунги, объявили генетику буржуазной, антинародной лженаукой. Огонь критики был направлен на Николая Дубинина, Ивана Шмальгаузена и других активно работавших генетиков, которых объявили реакционерами и идеологически чуждыми людьми, которые прилагают усилия, чтобы задержать развитие мичуринского направления. Примером их никчёмности Лысенко привёл многолетнее выяснение различий клеточных ядер используемых в генетике плодовых мушек-дрозофил (наиболее важный вид для научных исследований).
24—26 августа 1948 года состоялось расширенное заседание президиума Академии наук СССР по вопросу о «состоянии и задачах биологической науки в институтах и учреждениях Академии наук СССР». В передовой статье «Вестника Академии наук СССР» генетика обозначалась как оторванная от жизни вейсманическая лженаука. В статье говорилось, что «лаборатория Н. П. Дубинина сделалась центром притяжения воинствующих реакционеров в биологии…».
В 1955 году он подписал «Письмо трёхсот».
Однако в дальнейшем отношение к Дубинину его коллег изменилось: по мнению генетика Владимира Эфроимсона, в отечественной науке Николай Дубинин сыграл роль «Лысенко № 2». Основной критике подвергается административная деятельность Дубинина, монополизация им научного направления и кадровая политика.
Был одним из академиков АН СССР, подписавших в 1973 году письмо учёных в газету «Правда» с осуждением «поведения академика А. Д. Сахарова». В письме Сахаров обвинялся в том, что он «выступил с рядом заявлений, порочащих государственный строй, внешнюю и внутреннюю политику Советского Союза», а его правозащитную деятельность академики оценивали как «порочащую честь и достоинство советского ученого».

## Семья
- Жена — психиатр и учёный-медик Мария Григорьевна Цубина, впоследствии научный руководитель питомника Академии медицинских наук СССР на станции Столбовой Курской железной дороги, автор работы «Болезнь и творчество Врубеля с психопатологической точки зрения», племянница переводчика русской, английской, французской и польской художественной прозы на немецкий язык, экономиста Анны Шапире[нем.] (1877—1911, жена социолога Отто Нейрата)[19] и британского искусствоведа и историка архитектуры Розы Шапире[англ.] (1874—1954), известной также как переводчик, модель и коллекционер современного искусства[20][21]. Её племянник — философ Александр Моисеевич Пятигорский. Вторым браком была замужем за генетиком В. П. Эфроимсоном.
  - Дочь — педагог Ансельма Николаевна Дубинина.
    - Внук — инженер Дмитрий Давыдович Дубинин.
      - Правнук — инженер Евгений Дмитриевич Дубинин
        - Праправнучка — Элла Евгеньевна Дубинина.

## Награды и премии
- Указом Президента СССР от 16 октября 1990 года за особый вклад в сохранение и развитие генетики и селекции, подготовку высококвалифицированных научных кадров академику АН СССР Дубинину Николаю Петровичу присвоено звание Героя Социалистического Труда с вручением ордена Ленина и золотой медали «Серп и Молот»[22]
- Лауреат Ленинской премии 1966 года

## Публикации
Автор 67 книг, монографий.

### Научные работы
- Проблемы радиационной генетики. — М., 1961;
- Молекулярная генетика и действие излучений на наследственность. — М., 1963;
- Эволюция популяций и радиация. — М., 1966;
- Генетика и будущее человечества. — М., 1971;
- Некоторые вопросы биосоциальной природы человека. — М., 1976 (совм. с Ю. Г. Шевченко);
- Что такое человек. — М., 1983;
- Общая генетика. — 3-е изд. — М., 1986;
- Новое в современной генетике. — М., 1986;
- Вечное движение. — 3-е изд. — М., 1989;
- Генетика, поведение, ответственность: о природе антиобщественных поступков и путях их предупреждения. — 2-е изд. — М., 1989 (совм. с И. И. Карпецом и В. Н. Кудрявцевым);
- История и трагедия советской генетики. — М., 1992;
- Некоторые проблемы современной генетики. — М., 1994.

### Прочее
- академик Н. Дубинин. Генетика и урожай // "Правда", № 168 (21137) от 16 июня 1976